# (38533) 1999 UQ33
1999 يو كيو 33 (ويعرف أيضًا باسم (38533) 1999 يو كيو 33 وفق تسمية الكوكب الصغير) (بالإنجليزية: 1999 UQ33)‏ هو كويكب ضمن حزام الكويكبات؛ وترتيبه 38533 من حيث الاكتشاف.
اكتُشف هذا الجُرم الفلكي بواسطة سبيس واتش في 31 أكتوبر 1999.

## وصلات خارجية
- (38533) 1999 UQ33 في قاعدة بيانات مختبر الدفع النفاث لأجرام النظام الشمسي الصغيرة

- الاكتشاف · مخطط المدار ·  العناصر المدارية · المعلمات المادية

- (38533) 1999 UQ33 على موقع ويكي سكاي: DSS2, SDSS, GALEX, IRAS, Hydrogen α, X-Ray, Astrophoto, Sky Map, Articles and images